# Dicymbium
Dicymbium là một chi nhện trong họ Linyphiidae.